# Okręg wyborczy nr 9 do Senatu Rzeczypospolitej Polskiej
Okręg wyborczy nr 9 do Senatu Rzeczypospolitej Polskiej obejmuje obszar powiatów bydgoskiego, świeckiego i tucholskiego oraz miasta na prawach powiatu Bydgoszczy (województwo kujawsko-pomorskie). Wybierany jest w nim 1 senator na zasadzie większości względnej.
Utworzony został w 2011 na podstawie Kodeksu wyborczego. Po raz pierwszy zorganizowano w nim wybory 9 października 2011. Wcześniej obszar okręgu nr 9 należał do okręgu nr 4.
Siedzibą okręgowej komisji wyborczej jest Bydgoszcz.

## Reprezentant okręgu
| Rok  | Rok  | Senator        | Komitet wyborczy                           |
| ---- | ---- | -------------- | ------------------------------------------ |
|      | 2011 | Andrzej Kobiak | Platforma Obywatelska RP                   |
| 2015 |      | Andrzej Kobiak | Platforma Obywatelska RP                   |
|      | 2019 | Andrzej Kobiak | KKW Koalicja Obywatelska PO .N iPL Zieloni |
| 2023 |      | Andrzej Kobiak | KKW Koalicja Obywatelska PO .N iPL Zieloni |

## Wyniki wyborów
Symbolem „●” oznaczono senatora ubiegającego się o reelekcję.

### Wybory parlamentarne 2011
| Kandydat                                                                                      | Kandydat             | Komitet wyborczy                                     | Głosów | Głosów | Głosów |
| Kandydat                                                                                      | Kandydat             | Komitet wyborczy                                     | Liczba | %      | +/–    |
| --------------------------------------------------------------------------------------------- | -------------------- | ---------------------------------------------------- | ------ | ------ | ------ |
|                                                                                               | Andrzej Kobiak       | Platforma Obywatelska RP                             | 77 485 | 32,25  | –      |
|                                                                                               | Marek Gralik         | Prawo i Sprawiedliwość                               | 42 419 | 17,65  | –      |
|                                                                                               | Roman Jasiakiewicz   | KWW Romana Jasiakiewicza                             | 41 464 | 17,26  | –      |
|                                                                                               | Konstanty Dombrowicz | KWW Senat Obywatelski – Konstanty Dombrowicz         | 29 592 | 12,32  | –      |
|                                                                                               | Anna Mackiewicz      | Sojusz Lewicy Demokratycznej                         | 26 455 | 11,01  | –      |
|                                                                                               | Grzegorz Chmielewski | Polskie Stronnictwo Ludowe                           | 16 362 | 6,81   | –      |
|                                                                                               | Henryk Kotrzewski    | Polska Partia Pracy – Sierpień 80                    | 3611   | 1,50   | –      |
|                                                                                               | Ryszard Streich      | Ruch Patriotyczny (do 2023 Liga Obrony Suwerenności) | 2892   | 1,20   | –      |
| Frekwencja: 51,03% Liczba głosów ważnych: 240 280 (97,23%) Źródło: Państwowa Komisja Wyborcza |                      |                                                      |        |        |        |

### Wybory parlamentarne 2015
| Kandydat                                                                                      | Kandydat         | Komitet wyborczy           | Głosów  | Głosów | Głosów |
| Kandydat                                                                                      | Kandydat         | Komitet wyborczy           | Liczba  | %      | +/–    |
| --------------------------------------------------------------------------------------------- | ---------------- | -------------------------- | ------- | ------ | ------ |
|                                                                                               | Andrzej Kobiak ● | Platforma Obywatelska RP   | 102 191 | 43,20  | +10,95 |
|                                                                                               | Marek Gralik     | Prawo i Sprawiedliwość     | 78 617  | 33,24  | +15,59 |
|                                                                                               | Cyprian Sajna    | KORWiN                     | 24 682  | 10,43  | –      |
|                                                                                               | Łukasz Urbański  | Polskie Stronnictwo Ludowe | 19 717  | 8,34   | +1,53  |
|                                                                                               | Roman Puchowski  | Kongres Nowej Prawicy      | 11 341  | 4,79   | –      |
| Frekwencja: 51,04% Liczba głosów ważnych: 236 548 (96,80%) Źródło: Państwowa Komisja Wyborcza |                  |                            |         |        |        |

### Wybory parlamentarne 2019
| Kandydat | Kandydat         | Komitet wyborczy                           | Głosów  | Głosów | Głosów |
| Kandydat | Kandydat         | Komitet wyborczy                           | Liczba  | %      | +/–    |
| --- | ---------------- | ------------------------------------------ | ------- | ------ | ------ |
| | Andrzej Kobiak ● | KKW Koalicja Obywatelska PO .N iPL Zieloni | 150 472 | 52,66  | +9,46  |
| | Helena Czakowska | Prawo i Sprawiedliwość                     | 97 813  | 34,23  | +0,99  |
| | Leszek Posłuszny | Konfederacja Wolność i Niepodległość       | 37 432  | 13,10  | –      |
| Frekwencja: 62,82% Liczba głosów ważnych: 285 717 (98,21%) Źródło: [pkw.gov.pl/sejmsenat2019/pl/wyniki/senat/okr/9 Państwowa Komisja Wyborcza] |                  |                                            |         |        |        |

### Wybory parlamentarne 2023
| Kandydat                                                                                      | Kandydat           | Komitet wyborczy                           | Głosów  | Głosów | Głosów |
| Kandydat                                                                                      | Kandydat           | Komitet wyborczy                           | Liczba  | %      | +/–    |
| --------------------------------------------------------------------------------------------- | ------------------ | ------------------------------------------ | ------- | ------ | ------ |
|                                                                                               | Andrzej Kobiak ●   | KKW Koalicja Obywatelska PO .N iPL Zieloni | 191 824 | 58,31  | +5,65  |
|                                                                                               | Radosław Kempinski | Prawo i Sprawiedliwość                     | 94 445  | 28,71  | –5,52  |
|                                                                                               | Krystyna Jarocka   | Konfederacja Wolność i Niepodległość       | 42 710  | 12,98  | –0,12  |
| Frekwencja: 75,12% Liczba głosów ważnych: 328 979 (97,92%) Źródło: Państwowa Komisja Wyborcza |                    |                                            |         |        |        |